# Oniscigaster wakefieldi
Oniscigaster wakefieldi is een haft uit de familie Oniscigastridae. De wetenschappelijke naam van de soort is voor het eerst geldig gepubliceerd in 1873 door McLachlan.
De soort komt voor in het Australaziatisch gebied.